# Raoul Richter
Raoul Hermann Michael Richter, född den 16 januari 1871 i Berlin, död den 14 maj 1912 i Wannsee, var en tysk filosof.
Richter, som var professor i Leipzig, var lärjunge till Wundt och delade dennes voluntarism och evolutionistiska idealism, men hade även påverkats av Kant, Schopenhauer och Nietzsche.